# 베트남의 종교
베트남의 종교 (2018년)

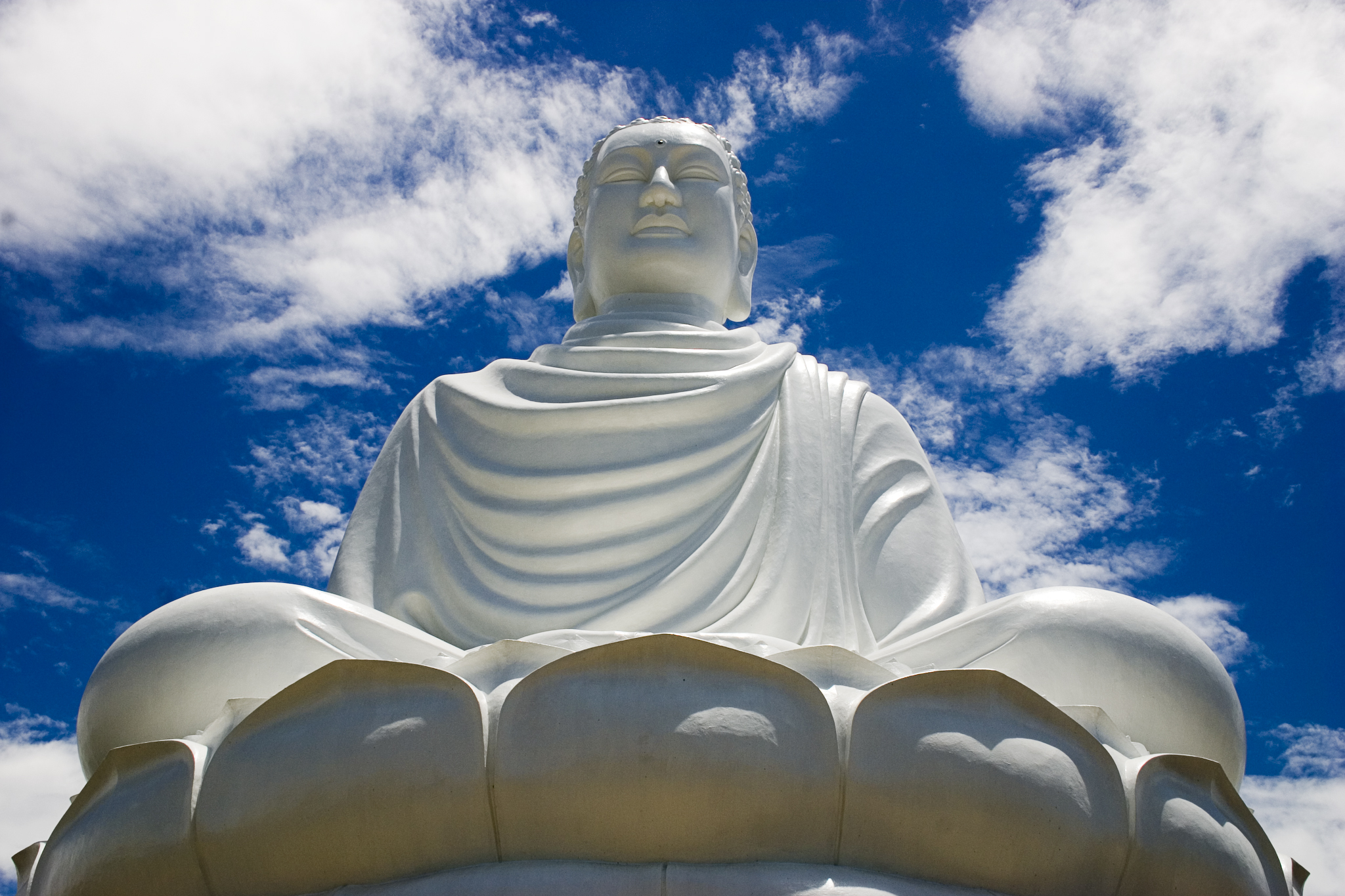
나트랑 롱선사의 고타마 붓다.

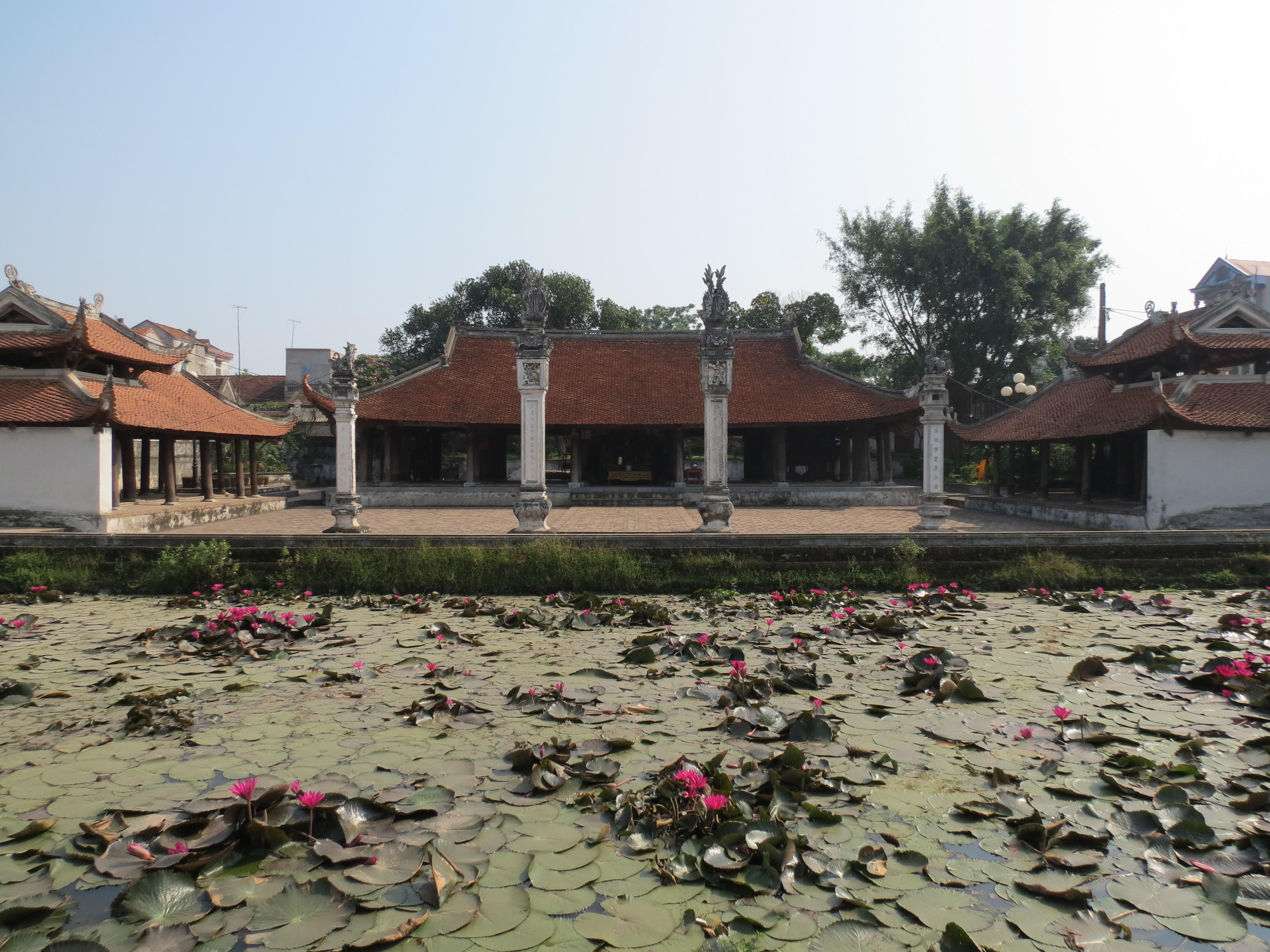
베트남 북부의 딘.

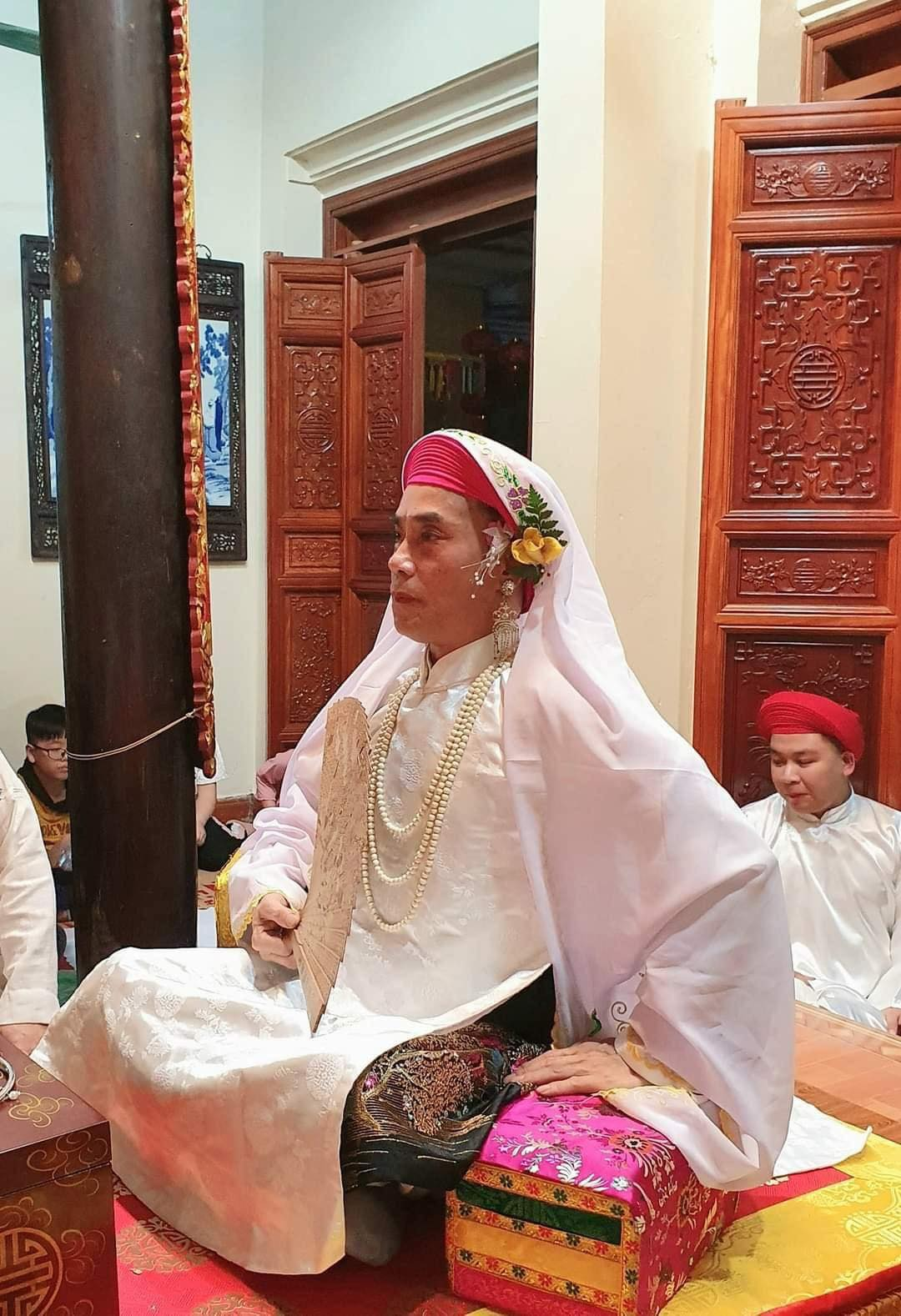
다오 머우의 렌 동 의식.

베트남인의 다수는 기성 종교를 따르지 않고, 대신에 조상 숭배를 하거나 및 특히 뗏이나 다른 축제 기간에 신들에게 기도를 드리는 등 하나 또는 그 이상의 민간 신앙 의식에 참여한다. 베트남의 민간 신앙은 고대 중국으로부터 유교와 도교, 뿐만 아니라 다양한 분파의 불교 (Phật giáo) 등으로부터 역사적으로 영향을 받았던 특유의 문화적 사고를 토대로 이뤄진 것이었다. 이 삼교에 시간이 흘러 기독교 (천주교, 'Công giáo')가 합류하게 되어 대단한 존재감을 띠게 되었다. 베트남은 또한 혼합주의적 성격의 까오다이교와 유사불교적 성향의 호아하오교라는 두 토착 종교의 근거지이기도 하다.
퓨 연구센터의 2010년 추산 자료에 따르면, 베트남인의 대부분은 오로지 민속 신앙을 따랐다  (45.3%). 총 인구의 16.4%가 불교도  (대승불교), 8.2%가 기독교도, 그리고 약 30%가 무종교인이었다. 공식적으로, 베트남 사회주의 공화국은 공산주의 정부임을 표방하기에 무신론 국가이다.
베트남 정부의 종교 위원회의 통계에 따르면, 2018년 기준 불교인은 전체 인구의 14.9%, 기독교인은 8.5% (가톨릭교인 7.4% & 개신교인 1.1%), 호아하오 불교도 1.5%, 까오다이교 신자가 1.2%라고 한다. 그 외 종교에는 힌두교, 이슬람교, 그리고 전체 인구의 0.2% 이하를 이루는 바하이교 등이 있다. 정부 통계에 속하지 않는 민속 신앙 (조상, 신, 여신 숭배)들은 1980년대 이래로 그 추세가 부활하고 있다.

## 개요
1999년 인구 조사에 따르면 대부분의 베트남인들은 종교를 가지지 않고 있다고 답하였으나, 공유하고 있는 믿음이나 관습으로서 정의 내린 종교는 베트남인의 일상에서 중대한 부분을 차지하고 있으며, 국내 및 국외의 베트남인들의 사회적 행동과 영적 관행 등을 좌우하고 있다. 대승불교, 유교, 도교, 베트남의 민속 신앙 (보통은 앞에 언급한 종교들에 동화되어 있음) 등의 혼합주의적 결합 형태를 나타내는 삼교(tam giáo)은 세 종교 공동체의 정식적인 교단의 신도 수준이 영향을 미치지 않음에도, 베트남인들의 믿음과 관습에 강한 영향력을 가지고 있다. 베트남인들한테 일반적이면서 가장 유명하고 전반적인 영적 관례는 조상 숭배이다. 이는 조화사회를 유지하는 데 필수적인 '히에우 타오'(hiếu thảo, 효)의 표현으로 여겨진다. 정식적인 종교 소속에 상관없이, 자신들의 조상들에게 제사를 드릴 수 있는 제단이 집과 직장에 있는 것이 아주 흔하다. 조상들에게 제사를 드리는 관습은 중요한 전통 및 종교 행사 (예로 기일), 새로운 사업을 시작할 때, 심지어는 가족 구성원이 지도나 조언이 필요할 때조차도 자주 행해진다. 유령과 영혼에 대한 믿음은 베트남에서 아주 흔하며 많은 이들은 조상들에 대한 전통 관례가 문화와 역사의 중요한 연결 고리이자 즐거운 행위이라 여기는 한편, 다른 이들은 조상들에게 적절한 의식을 들이지 못하면 글자 그대로 조상들이 아귀(ma đói)가 될 수 있게 한다고 믿는다.
2002년 퓨 연구센터의 보고서는 베트남인의 24%가 종교를 '아주 중요하다' 고 본다고 하였다.

### 통계
자료들마다 베트남의 종교 집단에 대한 매우 다른 통계를 나타낸다
| 종교 집단                         | 2009년 인구 백분율 | 2010년 인구 백분율 | 2014년 인구 백분율 | 2018년 인구 백분율 | 2019년 인구 백분율 |
| --------------------------------- | ------------------ | ------------------ | ------------------ | ------------------ | ------------------ |
| 베트남 민속 신앙, 무종교/무신론론 | 81.6%              | 45.3% 29.6%        | 73.1%              | 73.52%             | 86.32%             |
| 불교                              | 7.9%               | 16.4%              | 12.2%              | 14.91%             | 4.79%              |
| 기독교                            | 7.5% 6.6% 0.9%     | 8.2% n/a           | 8.4% 6.9% 1.5%     | 8.44% 7.35% 1.09%  | 7.10% 6.10% 1.00%  |
| '천주교'                          | 7.5% 6.6% 0.9%     | 8.2% n/a           | 8.4% 6.9% 1.5%     | 8.44% 7.35% 1.09%  | 7.10% 6.10% 1.00%  |
| '개신교'                          | 7.5% 6.6% 0.9%     | 8.2% n/a           | 8.4% 6.9% 1.5%     | 8.44% 7.35% 1.09%  | 7.10% 6.10% 1.00%  |
| 호아하오                          | 1.6%               | n/a                | 1.4%               | 1.47%              | 1.02%              |
| 까오다이교                        | 1.0%               | n/a                | 4.8%               | 1.16%              | 0.58%              |
| 그 외 종교                        | 0.2%               | 0.5%               | 0.1%               | 0.50%              | 0.19%              |

### 통계 자료 논란
베트남의 종교에 대한 베트남 정부 통계 자료는 정부가 인정하고 있는 종교 단체의 신도들에 대한 총계이다. 따라서, 이 자료는 정부로부터 인정되지 않는 전통 신앙을 따르는 사람들을 포함하고 있지 않다. 또한, 많은 사람들이 분명한 운영 조직으로서의 신도 자격을 갖추지 않은 불교 등을 따르고 있기도 하다. 또한 민속 신앙을 분류하지 않았던 2019년 인구 조사의 공식 통계는 천주교가 불교를 앞지르며 베트남 내 최대 기성 종교로 나타냈다. 반면 일부 다른 조사 자료에서는 베트남 내 거주하는 불교도가 4,500만에서 5,000만이라 보고한 반면에, 정부 통계에서는 680만 명으로 집계했다. 그렇지만 베트남의 승가는 신도에 대한 공식적인 통계 자료를 내놓지 않는다. 불교 신자의 수에 대한 통계 상의 큰 차이점들은 불교도를 정의하는 기준에 대한 불일치에서 기인한다.

## 역사
베트남 종교 관습에 대한 가장 초기의 형태는 애니미즘과 토테미즘이었다. 일반적으로 의식 목적이고 종교적 가치도 띨 것이라 받아들여지는 동선 청동북의 장식들은 역사가들로 하여금 초기 베트남인들의 숭배 대상이라고 믿고 있는 새의 형상들이 묘사되어 있다. 전설상 베트남인들의 아버지라고 전해지는 용왕 락롱꾸언에 대한 숭배에서 비롯한, 용은 베트남 미술에서 자주 등장하는 또 다른 형상이다. 황금 거북신인 낌꾸이는 위기의 시기 때 베트남의 황제들에게 나타난다고 전해지는데, 대표적으로 레러이는 낌꾸이에게 전설 상의 검 투언티엔을 받아서 사용하고 호안끼엠호에 떨어트렸다고 한다. 중화권과 대조적으로,  불교, 유교, 도교 등으로 이뤄진 삼교의 도입은 토착 베트남 종교에 한층 민족적이고 도덕적인 관점을 더했다. 민속학적 연구 방법을 이용한 최근의 연구는 베트남 역사 기간 내내 불교, 유교, 도교 등의 상호 작용을 검토함으로써 '문화적 가산성'의 존재에 대한 증거를 제공하고 있다.

## 민속 신앙

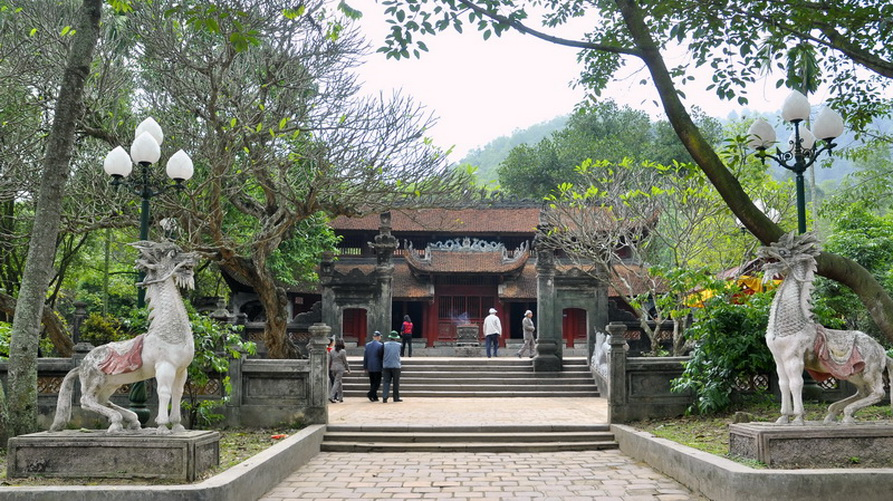
하노이 속선현의 속사. 타잉 종을 모시는 곳이다

또안 안(Toan Ánh, 'Tín ngưỡng Việt Nam' 1991) 같은 학자들은 여러 토착, 마을 수준의 영적 존재들에 대한 전통 신앙의 부활에 대해 언급하고 있다.

### 다오 머우

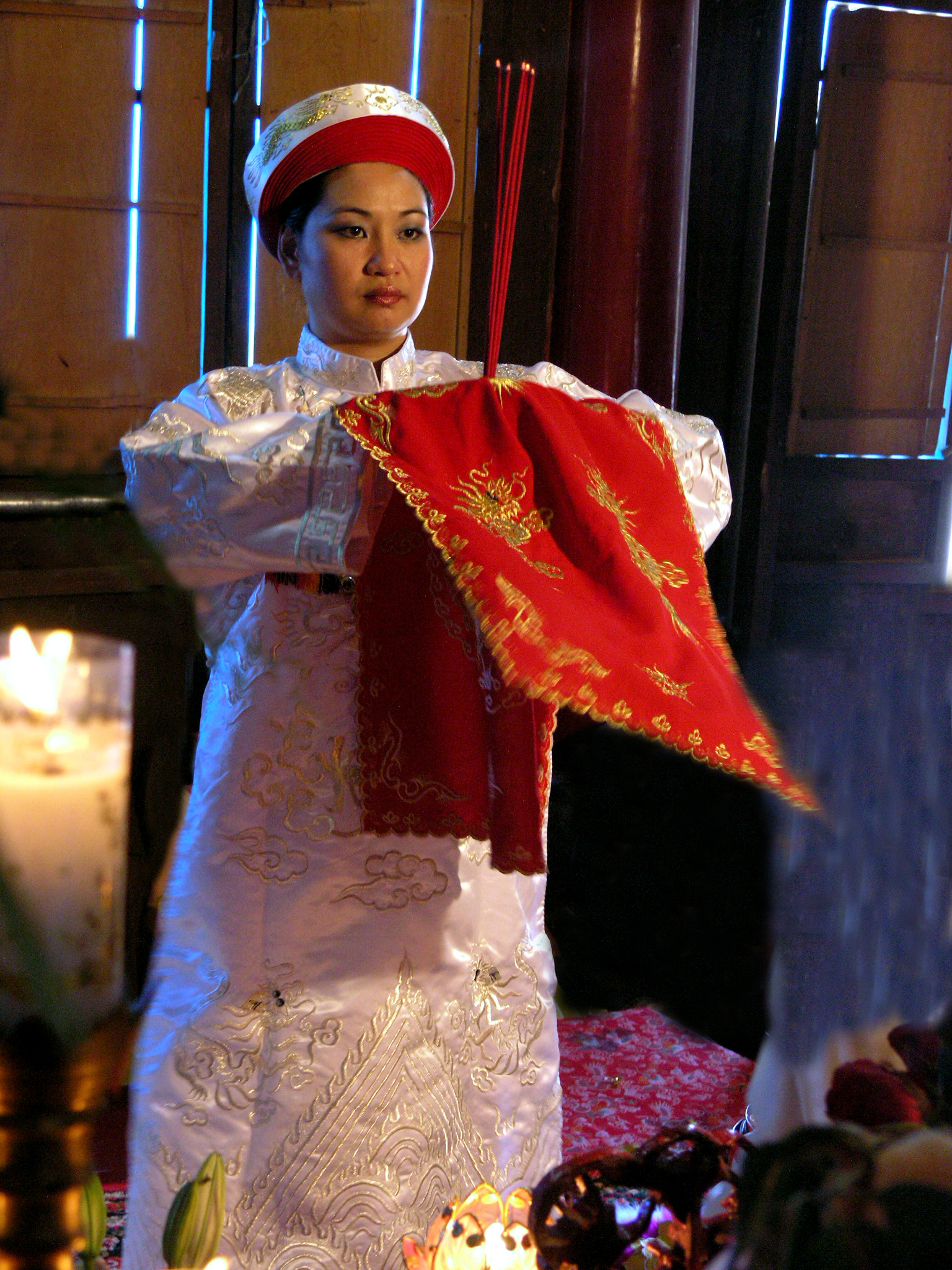
사원에서 의식을 드리는 '렌 동' 수련자.

다오 머우는 베트남 민속 종교 중 샤머니즘의 한 분파로, 베트남의 모신 의례를 말한다. 이 종교에는 독특한 신앙과 관습들이 존재하는데 티엔 이 아 나, 바 쭈어 쓰, 바 쭈어 코, 리에우 하인 등의 여신들, 어우 꺼, 쯩 자매 (Hai Bà Trưng), 찌에우티찐 (Bà Triệu) 등의 전설 상의 인물 등에 대한 숭배가 있고, 뜨 푸라는 교단이 존재한다. 다오 머우는 베트남에서 렌 동이라 알려진 영매 의식과 흔히 관련되어 있는데 이 의식은 영매 의식 수행자가 여러 신들의 영매가 되도록 하는 의식이다. 베트남 정부는 미신이라 하여 렌 동 행위를 금지시켰었으나, 1987년에 합법화하였다.

### 다오 즈어
옹 다오 즈어 (1909년–1990년)는 금지 이전까지 추종자가 최대 4,000명에 이르렀던 불교, 기독교, 토착 베트남 종교가 혼합된 코코넛교 (베트남어: Đạo Dừa 또는 Hòa đồng Tôn giáo)를 창단하였다. 코코넛교의 추종자들은 코코넛을 먹고 코코넛 밀크를 마신다.  1975년에 통일 베트남 정부는 코코넛교를 금지시켰다.

## 불교

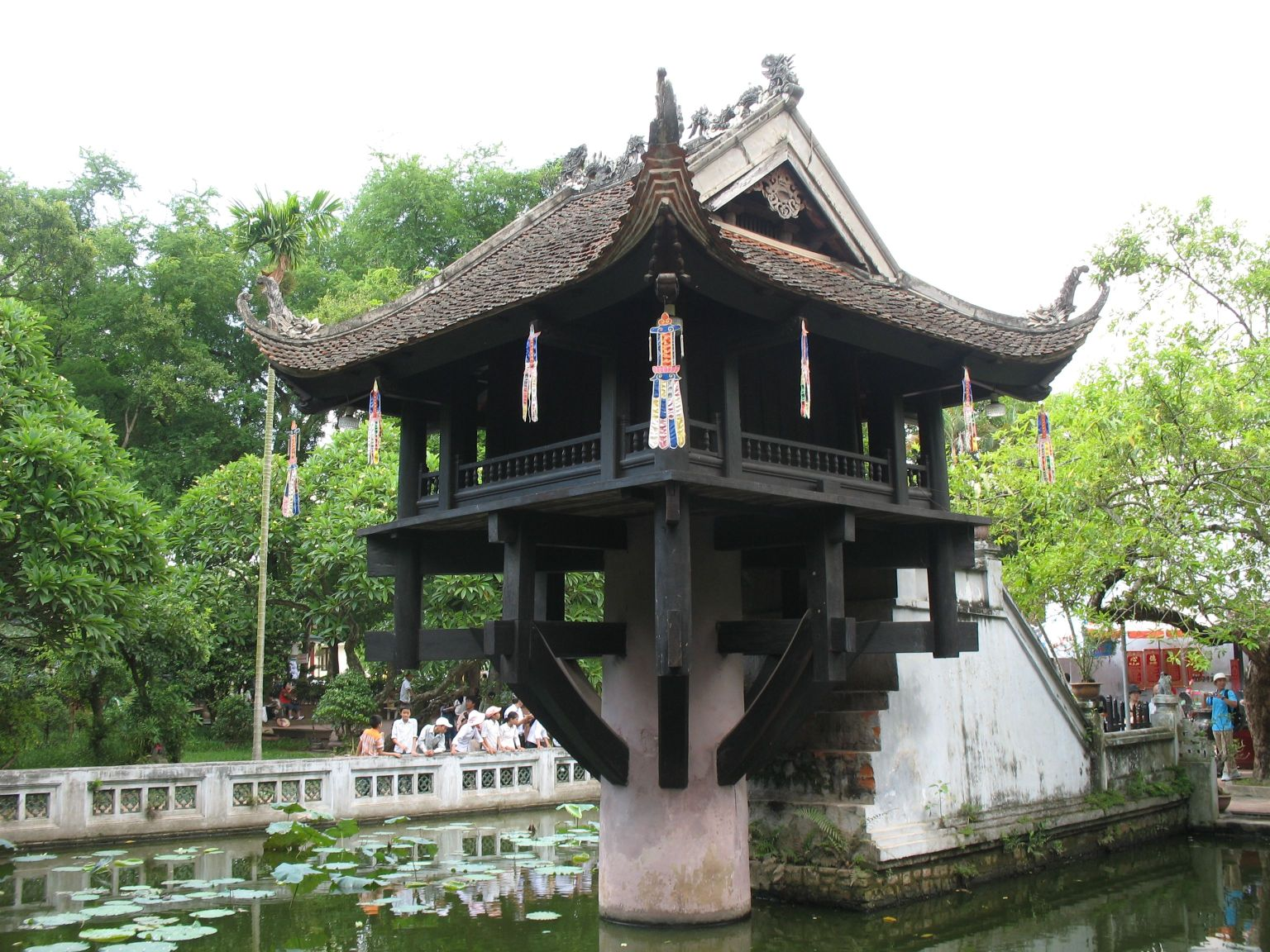
하노이의 오래된 불교 사원인 못꼿 사원.

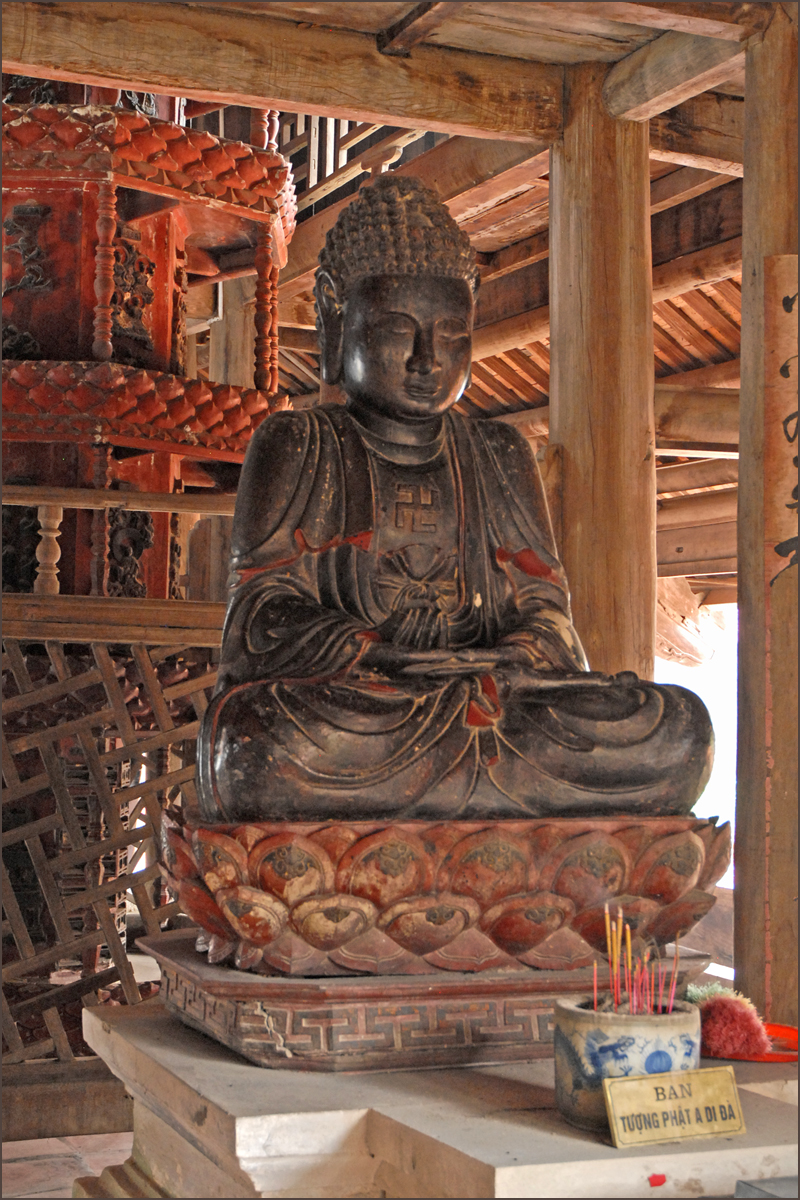
영복사의 아미타불 조각상.

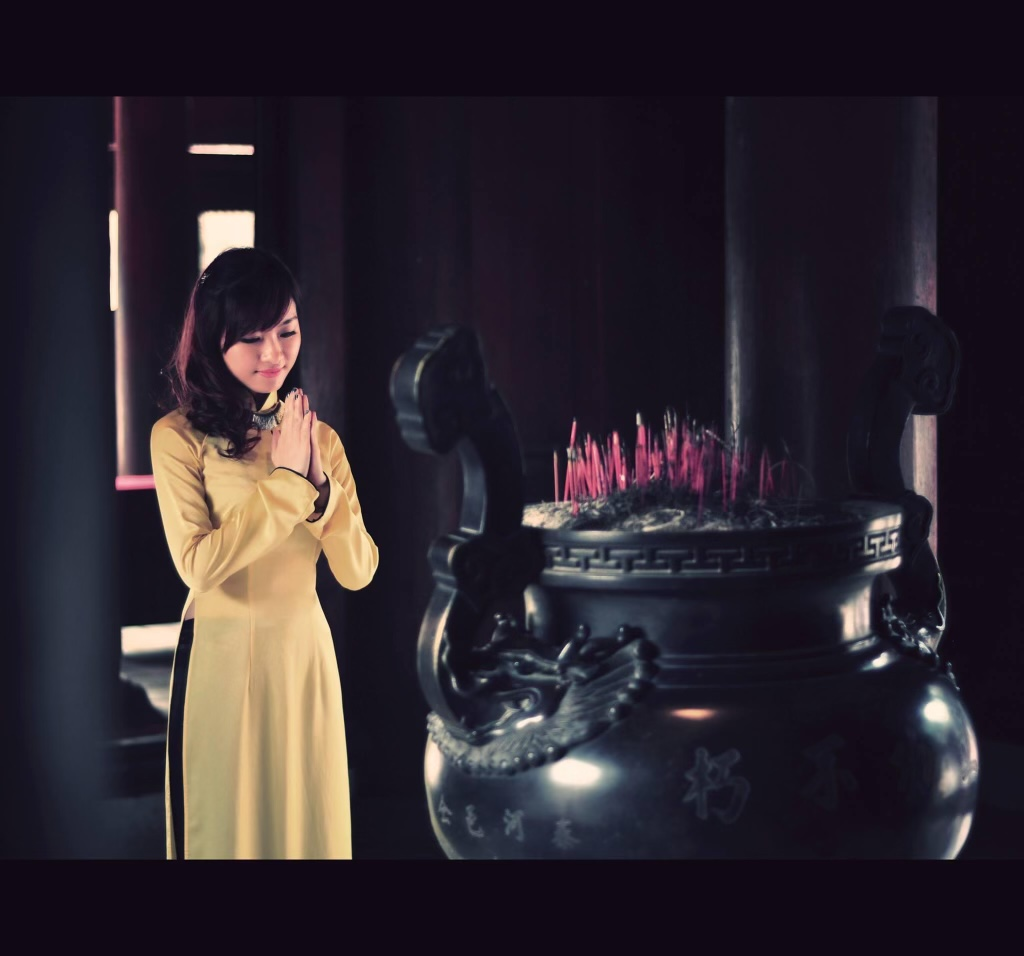
아오이를 착용한 채 향을 피우는 베트남 여성

베트남은 전통적으로 불교 국가로 여겨졌었다. 불교는 베트남에 북쪽으로는 중국 그리고 인도로부터는 남쪽의 교역로를 통하여 이르면 서기 2세기에 전해졌다. 대승불교는 바다를 통해 인도에서 서기 100년쯤 베트남에 처음 전파되었다. 15세기와 16세기 기간, 상좌부 불교가 캄보디아의 국교로서 자리 잡게 되었고 또한 메콩강 삼각주에 살던 캄보디아인들에게도 전파되며, 대승불교를 대체하였다. 베트남인들이 따르던 불교는 주로 대승불교이며, 그럼에도 일부 소수 민족 집단 (베트남 남부의 메콩강 지역의 크메르 크롬)들은 상좌부 불교를 따른다.
오늘날, 베트남인의 절반 이상은 스스로를 대승불교 교도들이라고 생각한다. 상좌부 불교와 호아하오 불교 등 역시도 상당한 교도들이 존재한다. 베트남의 불교 관례는 다른 아시아 국가들과 다르며, 전통적 불교 배경 속에 존재하던 동일한 교단 구조, 계층, 승가를 지니지 않았다. 대신 베트남 불교는 도교, 중화권의 영성(靈性), 토착 베트남 종교 등과의 공생 관계에서 성장하였으며, 베트남의 불교도 다수는 참선보다는 종교 의식에 한층 신경을 쓴다.

### 선종
선종은 베트남에 이르면 서기 6세기에 비니다류지의 저서들과 함께 도래했다. 리 왕조와 쩐 왕조 시기에 번성하였다. 쭉 럼 선종은 유일한 베트남의 고유 불교 종파이다.

### 정토종
정토종은 대승불교의 폭넓은 분파 중 하나이고 베트남에서 가장 인기 있는 불교 종파 중 하나로 전해지며, 정토종의 신도들은 보살 또는 호법신으로부터 보호를 얻기를 바라며 수트라, 다라니경을 흔히 독경한다. 정토종의 전통, 관례, 개념 등은 대승불교의 우주론에서 발견되는 것들이고, 베트남의 불교 전통의 중요한 요소들을 이루는 동시에, 2007년까지 정토종은 독자적인 불교의 한 종파로 인정되지 않았다가 (예로 일본에서 정토종이 인정된다) 베트남의 정토종은 독자적이고 합법적인 교단으로 공식 인정되었다.

### 호아하오교
호아하오교는 불교를 기반으로 하여 1939년에 베트남 남부의 메콩강 삼각주 출신 인물인 후인푸소가 창단한 종교이다. 신자들은 후인푸소를 선지자이며, 호아하오교를 브우 선 끼 흐엉 [보산기향(寶山奇香), 베트남-캄보디아 국경의 바이산맥을 나타냄]이라 알려진 19세기 교단의 연속으로 여긴다. 이 교단의 창시자들은 신자들에게 살아있는 부처로서, 고통으로부터 사람들을 구원하고 베트남 민족을 지켜줄 것이라 예언되었다고 여겨진다. 호아하오교의 중요한 특징은 "불교를 따르고 동시에 당신의 땅을 경작한다"라는 오래된 표어에서 예시가 된, 소작농에 대한 강조이다. 호아하오교는 또한 사찰 예불과 수계보다는 가정에서 '불교 수행'을 강조한다. 빈자를 돕는 것이 은 불탑을 짓거나 사치스러운 의식을 치르는 것보다 선호된다.
오늘날, 공식적으로 인정된 종교로서 호아하오교는 베트남 전역에서 대략 200만 명의 신자를 지녔으며, 특히 메콩강 삼각주 지역들에서 많으면 신자의 90%를 이룬다. 후인푸소의 가르침을 따르는 많은 이들이 베트남 민족주의와 어느 정도 연관되어 있기에, 베트남 국외에서 이 종교를 따르는 이는 미미하며, 비활동적인 신자들이 미국 내 베트남 디아스포라 집단들에 있을 것으로 추정된다.

### 뜨 언 히에우 응이어
안장성을 기반으로 한 불교 종파인 뜨 언 히에우 응이어(Tứ Ân Hiếu Nghĩa, 네 번의 은혜에 대한 고마움)는 베트남에서 가장 최근에 등록된 종교 중 하나이며 응오 로이 (Ngô Lợi, 1831년–1890년)의 가르침을 기반으로 한다. 베트남 정부의 공식 통계에선 2005년 기준으로 70,000명이 넘는 신자들과 종교 지도자 476명이 있으며, 베트남 남부를 중심으로 하여 14개 성에 76곳의 사원들이 있다고 하였다.

## 기독교

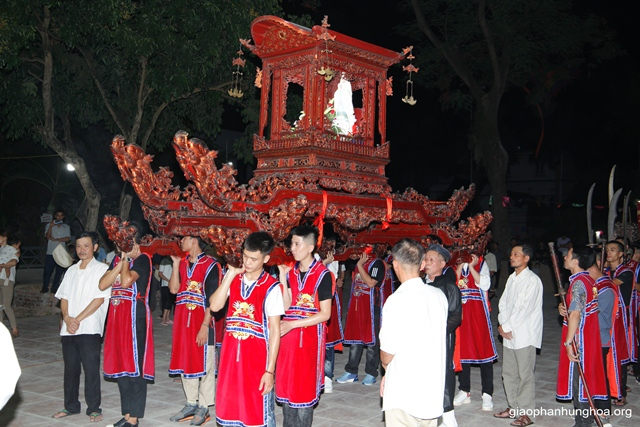
베트남 전통 방식의 마리아를 공경하는 가마 행렬.

### 천주교

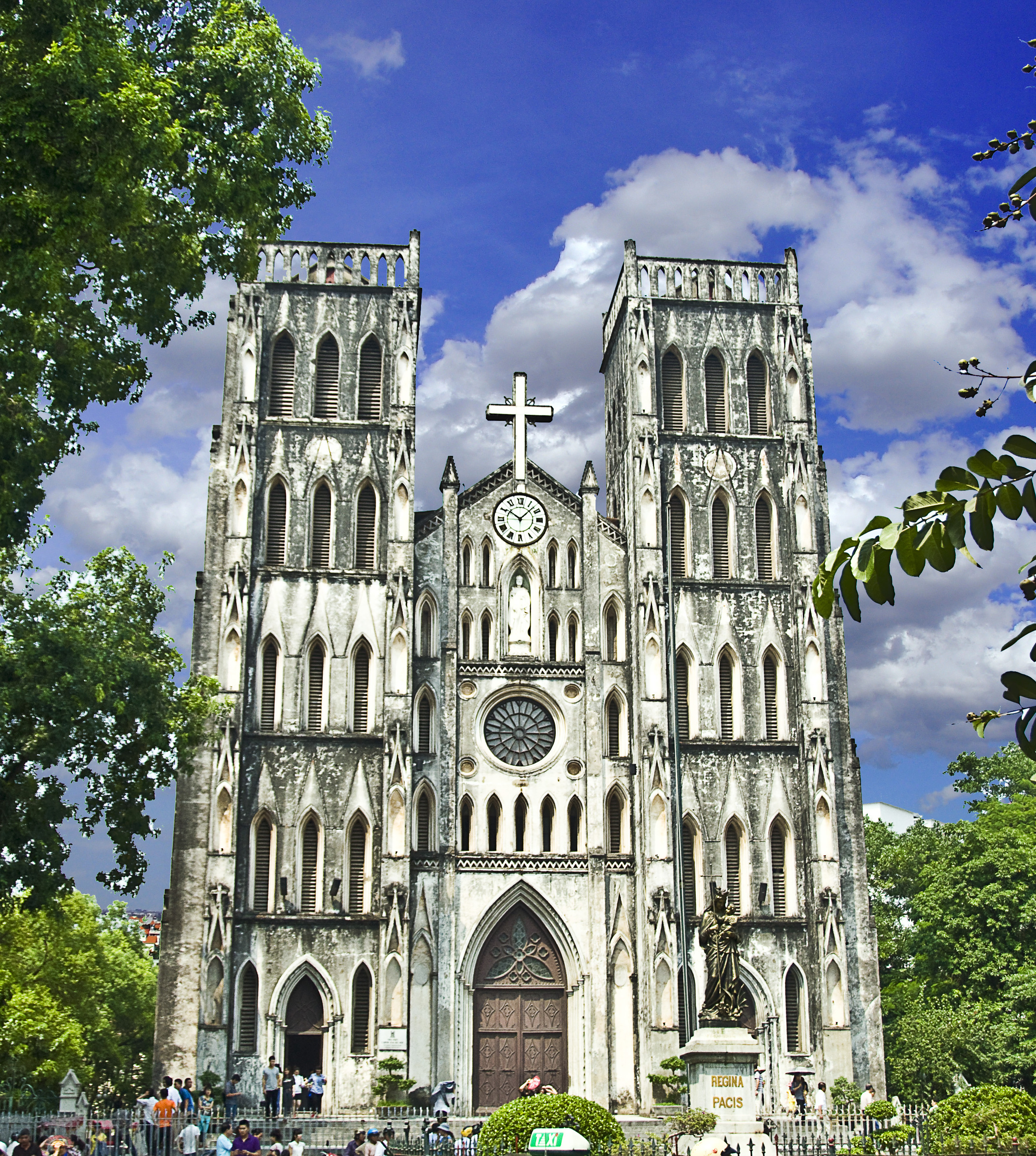
하노이의 성요셉 성당

베트남에서 가장 널리 퍼진 기독교 종파인, 천주교는 16세기에 포르투갈과 스페인 선교사들을 통해 처음으로 베트남에 들어왔지만, 초기의 선교 활동들은 인상적인 결과를 불러오지는 못했다. 17세기 초에 주로 이탈리아인, 포르투갈인, 일본인들로 이뤄진 예수회가 도착하고 나서야, 기독교는 '당 응오아이' (통킹)와 '당 쫑' (코친차이나) 지역 사람들 내에서 입지를 다지기 시작하였다. 프란체스코 부초미 그리고 디에구 카르발류 등 두 사제는 1615년 호이안에 첫 기독교 공동체를 설립했다. 1627년과 1630년 사이, 앙주 출신 알렉상드르 드 로드와 포르투갈 출신 페루 마르케스 등이 통킹에서 6,000명 이상을 개종시켜냈다.
프란시스코 데 피나, 가스파르 도 아마랄, 안토니오 바르보사, 드 로드 등을 포함한 17세기 예수회 선교사들은 발음 구별 기호를 더한 라틴 문자를 사용하여 베트남어를 위한 문자를 발명해냈다. 이 표기 체계는 오늘날까지 이어졌고, '쯔 꾸옥 응으' ('나라의 언어를 위한 문자'를 의미)로 불린다. 한편 지롤라모 마이오리카가 전문적으로 다루던, 전통적인 '쯔놈' 체계는 19세기 후반까지 베트남인들에게 가톨릭 신앙을 전하는 주요 문자 체계이었다.
17세기 후반 이래로, 파리 외방전교회 소속 프랑스 선교사들 및 도미니코회의 스페인 선교사들 등이 베트남의 복음 전도에 있어 점차 역할을 차지하고 있었다. 근대 이전 베트남에서 할동하던 그 외의 선교사들은 프란치스코회 (코친차이나 지역), 이탈리아의 도미니코회와 맨발의 아우구스티노회 (통깅 동부지역), 그리고 포교성에서 파견한 이들이 있었다. 17세기와 18세기 기간, 천주교는 베트남 사회와 문화에 성공적으로 동화되었다.
프랑스 선교사 피뇨 드 베엔은 1777년 떠이선 형제의 반란에서 벗어난 응우옌 군주들 중 가장 핵심 인사이던 응우옌 아인과 친구가 되며 18세기 말까지 베트남 역사에서 중대한 역할을 하였다. 응우옌 아인이 필요할 때마다 충실한 친우이자, 후원자, 군사 조언가되며, 그는 천주교에 있어 많은 후원을 얻어낼 수 있었다. 응우옌 아인이 자롱 황제로서 이후 재위 하던 기간, 가톨릭 신앙은 황제의 후원자에 대한 존중으로서 방해없는 선교 활동이 허용되었다. 1802년에 자롱 황제가 즉위하던 시기, 베트남은 신도 320,000명과 120명이 넘는 베트남인 사제 등을 둔 가톨릭 교구 세 곳이 었다.
오늘날 베트남의 천주교는 하노이, 후에, 사이공 등 세 개 관구 등에 편성된 27개 교구로 이뤄져 있다. 2019년 인구 조사에서는 천주교가 불교를 뛰어넘어 베트남에서 가장 큰 종교가 되었다고 하였지만, 이 자료는 개인의 종교 신앙보다는 체계적인 종교 교단의 신도 수를 기반으로 한 것이고 민속 신앙과 불교에서 흔히 발견되는 종교 교단의 신도로서 가입과 실천의 부족함을 반영한 것일 수 있다 (위의 개요 참조). 교회 측의 자료에서는 베트남 전체 인구의 7%에 해당하는 천주교도 7백만 명이 있다고 발표했다.

### 개신교
개신교는 1911년에 로버트 A. 재프리라는 캐나다인을 통해서 다낭에 전래되었으며, 몇 년 뒤 그의 뒤를 따라 복음주의 성향 개신교 종파 얼라이언스 세계연대 소속 선교사 100명이 들어왔다. 베트남 정부에 승인을 받은 공인 개신교 단체 두 곳은 2001년에 인정된 베트남 남부 복음교회 (SECV)와 1963년 이래로 인정받고 있는 베트남 북부 복음교회(ECVN)이다.
개신교 수에 대한 현재 추산은 정부의 공식 수치인 500,000명에서 교회 측이 주장하는 100만 명까지 범위이다. 몽족, 에데족, 자라이족, 바나르족 등의 소수 민족 집단들 (몽타냐르) 사이에서 그 성장이 확연했으며, 내부 추정에 따르면 베트남 전체 개신교 신자의 3분의 2가 소수 민족들이라고 한다. 일부 추정에 따르면, 베트남 내 개신교 신자의 성장은 10년 전과 비교하여 600 퍼센트 성장하였다고 한다. 개신교로 개종한 자들 중 일부는 비공인된 복음주의 계열 가정 집회 소속이라고 하며, 대략 200,000명에 이른다고 한다.
침례교와 메노파 등이 2007년 10월 하노이에서 공인되었는데, 이는 베트남인 개신교도들이 누리는 종교의 자유에 있어서 대단한 개선으로 여겨졌다. 유사하게, 2009년 10월에, 하나님의 성회가  합법적 단체가 되기 위한 첫 단계인 활동에 대한 베트남 정부의 승인을 받았다.
하나님의 성회는 2009년 기준 신자 대략 40,000명, 2007년 기준 침례교는 신자 약 18,400명에 사제 500명, 메노파는 신자 약 10,000명이 있었다고 한다.

### 동방 정교회
러시아 정교회가 베트남의 붕따우에 위치해 있으며, 러시아-베트남 합작 회사 '베트소브페트로'(Vietsovpetro)의 러시아어 사용자들로 이뤄져 있다. 이 교구는 트로이체 세르기예프 수도원에서 받은 카잔의 성모 이콘에서 이름이 붙여졌고 러시아 정교회의 신성종무원의 축복을 받아 2002년에 문을 열었다. 러시아 정교회의 국외 관계 대표단들이 이따금 성찬예배를 위해 붕따우를 방문한다. 하노이와 호치민에 최근 들어 조직된 교구들이 존재하기도 한다.
베트남은 또한 홍콩-동남아시아 정교회 수도 대교구(콘스탄티노폴리스 세계 총대주교청)의 관할권 하에 있는 지역으로 언급되기도 하지만, 조직적인 활동을 하고 있다는 정보는 없다.

### 여호와의 증인
여호와의 증인은 1957년 사이공에 자리잡았었다. 2019년 기준, 여호와의 증인은 베트남 정부의 탄압 대상이다.

### 예수 그리스도 후기 성도 교회
2016년 5월 31일, 예수 그리스도 후기 성도 교회의 관계자들이 베트남 관료들을 만났다. 베트남의 종교 위원회는 후기 성도 교회의 집회를 공식 승인하였다. 후기 성도 교회의 집회는 최근 하노이와 호치민시에서 열리고 있다.

## 까오다이교

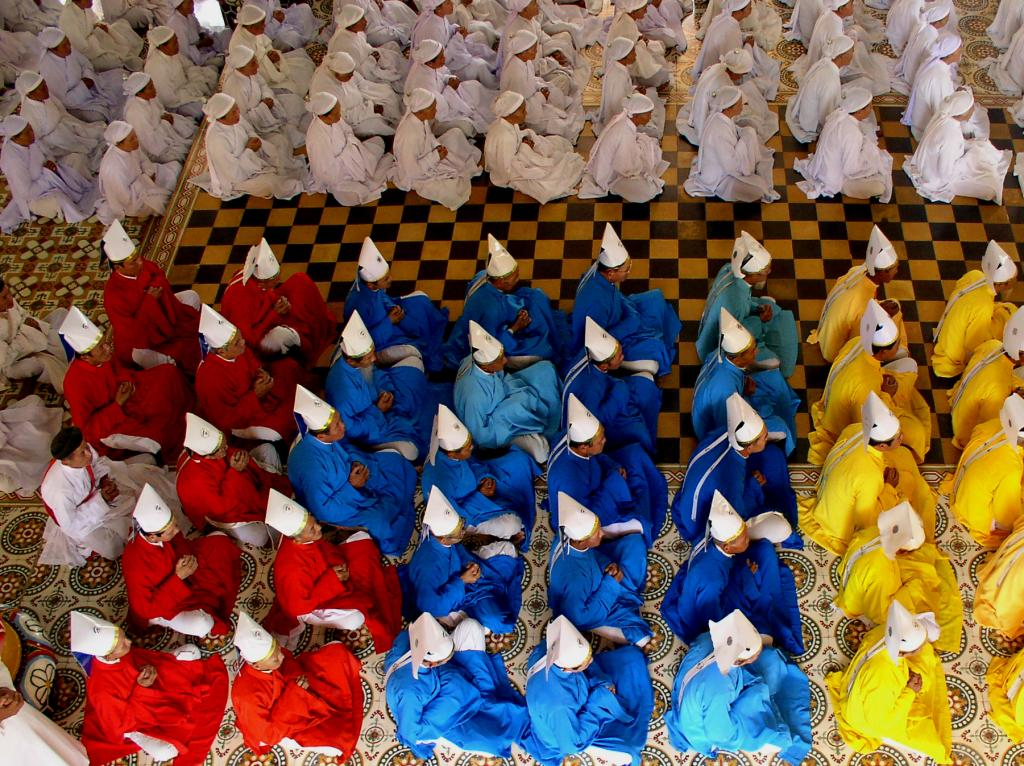
베트남 떠이닌의 까오다이교 본당에서 기도 드리는 수도승들.

까오다이교는 1926년 베트남 남부의 떠이닌에서 공식적으로 설립된 상대적으로 신생 혼합주의적 일신교이다. 까오다이(Cao Đài)라는 말은 글자 그대로는 '높은 탑', 비유적으로는 신이 위치한 높은 장소를 의미한다. 까오다이교의 첫 신봉자들인 응오 반 찌에우, 까오 꾸인 끄(Cao Quỳnh Cư), 팜 꽁 딱, 까오 호아이 상(Cao Hoài Sang) 등은 신으로부터 직접적인 의사 소통을 하였다고 주장하며, 자신들에게 세 번째 종교적 사면의 시대(Third Era of Religious Amnesty)를 시작할 새로운 종교를 창시하라는 분병한 가르침을 주었다고 한다. 신자들은 천국의 아버지 신과 다시 합류할 것이라는 최소한의 목표 그리고 탄생과 죽음의 순환에서 자유로워 지는 것을 궁극적 목표로 하여 기도, 조상 숭배, 비폭력, 채식주의 등의 윤리적 행위들을 행한다. 그렇지만 까오다이교는 조상 숭배 같은 여러 베트남의 민속 신앙들을 유지하고 있기도 하다. 베트남 정부의 공식 자료들은 2005년 기준으로 등록된 떠이닌의 까오다이교 신자들이 220만 명에 이른다고 하였으며, 2007년에는 까오다이교의 대략 12개 종파를 포함하여 320만 명에 이른다고 추정하였다. 공식 통계 자료에 따르면, 2014년에 까오다이교 신자 추정치가 440만 명이며, 120만 명 또는 37.5%에 해당하는 급격한 증가이었다. 유엔의 국가 정보 안내 베트남 부문에 따르면 까오다이교는 소수 종교 집단이다. 2014년 12월, 유엔의 '종교 또는 신념의 자유에 관한 특별보고관의 베트남 사회주의 공화국 방문에 대한 언론 성명'을 인용하면 '비공식적' 까오다이교 신자들이 지난 7년간 까오다이교 신자로서 자신들을 인식하기로 결정하였다고 한다. 많은 외부 자료들은 신자를 4백만에서 육백만 명이라고 추산한다. 일부 추정치에서는 베트남 내 신자가 많으면 800만 명까지 잡기도 한다. 별도로 30,000명 (수치는 다양하며, 주로 베트남계) 신자들이 미국, 유럽, 호주에 거주하고 있다.

## 힌두교

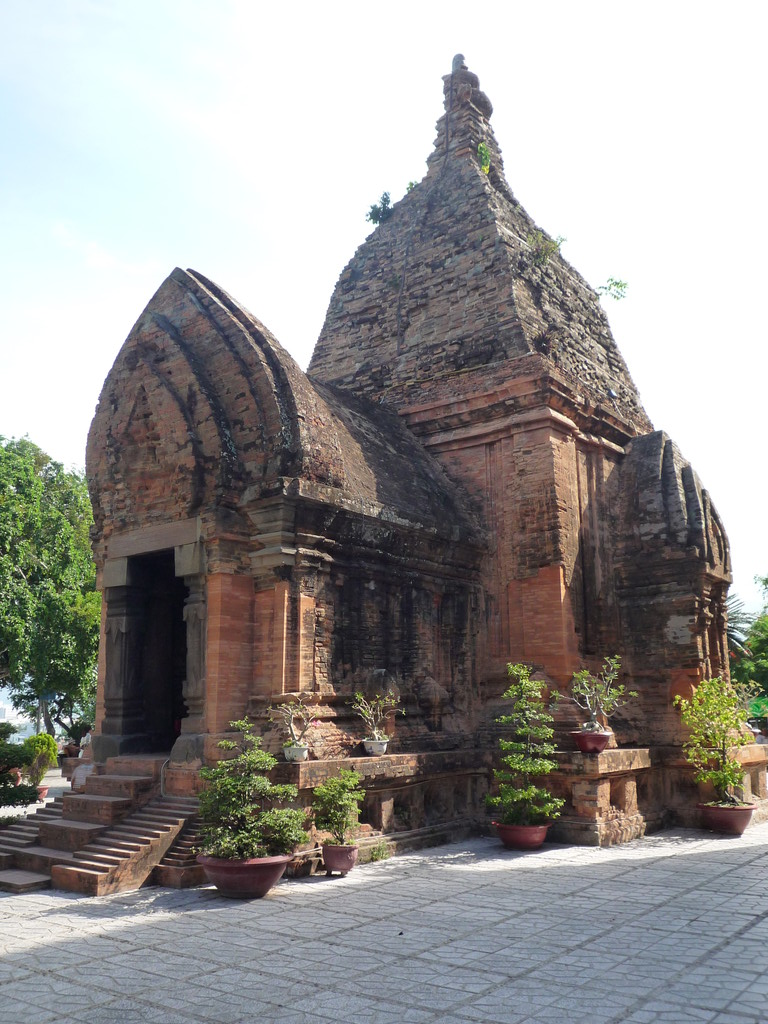
나트랑의 힌두 사원

베트남의 힌두교 신앙은 소수 집단인 참족과 관련이 있으며 참파 왕국의 최초 종교는 바다를 통해 인도에서 들어온 시바파 힌두교였다. 참족들은 베트남 중부 곳곳에 힌두 사원 ('Bimong')들을 세웠으며 이 중 다수는 현재까지도 사용되고 있다. 현재는 폐쇄되었고 유네스코 세계문화유산으로 등재되어 있는 미선이 가장 유명한 참파의 힌두교 유적지일 것이다.
베트남 남부-중부의 해안 지역에 거주하는 대략 50,000명의 참족들은 힌두교의 의식 방식을 행한다. 참족의 힌두교도 다수는 나가반시 크샤트리아 카스트에 속하며, 상당한 수가 정부로부터 인정받은 브라만 계층들이기도 하다. 그 외의 힌두교도 4,000명 (대부분 타밀계이거나, 참족 또는 인도-베트남 혼혈 후손들)은 호치민시에 거주하는데, 그곳에 있는 마리암만 사원은 힌두교 공동체에 있어 중심 역할을 하고 있다. 베트남의 참족들 대부분이 거주하는 닌투언성에서, 참 발라몬 (Cham Balamon, 참족 힌두교도)는 32,000명에 이르며, 닌투언성 마을 22개 중 15개는 힌두교도 마을이다.
2009년 인구조사에서, 베트남 내 참족 힌두교도가 모두 56,427명이 있었다. 2022년에, 베트남부의 남부-중부 해안을 따라 추정상 참족 70,000명이 있었다.

## 이슬람교

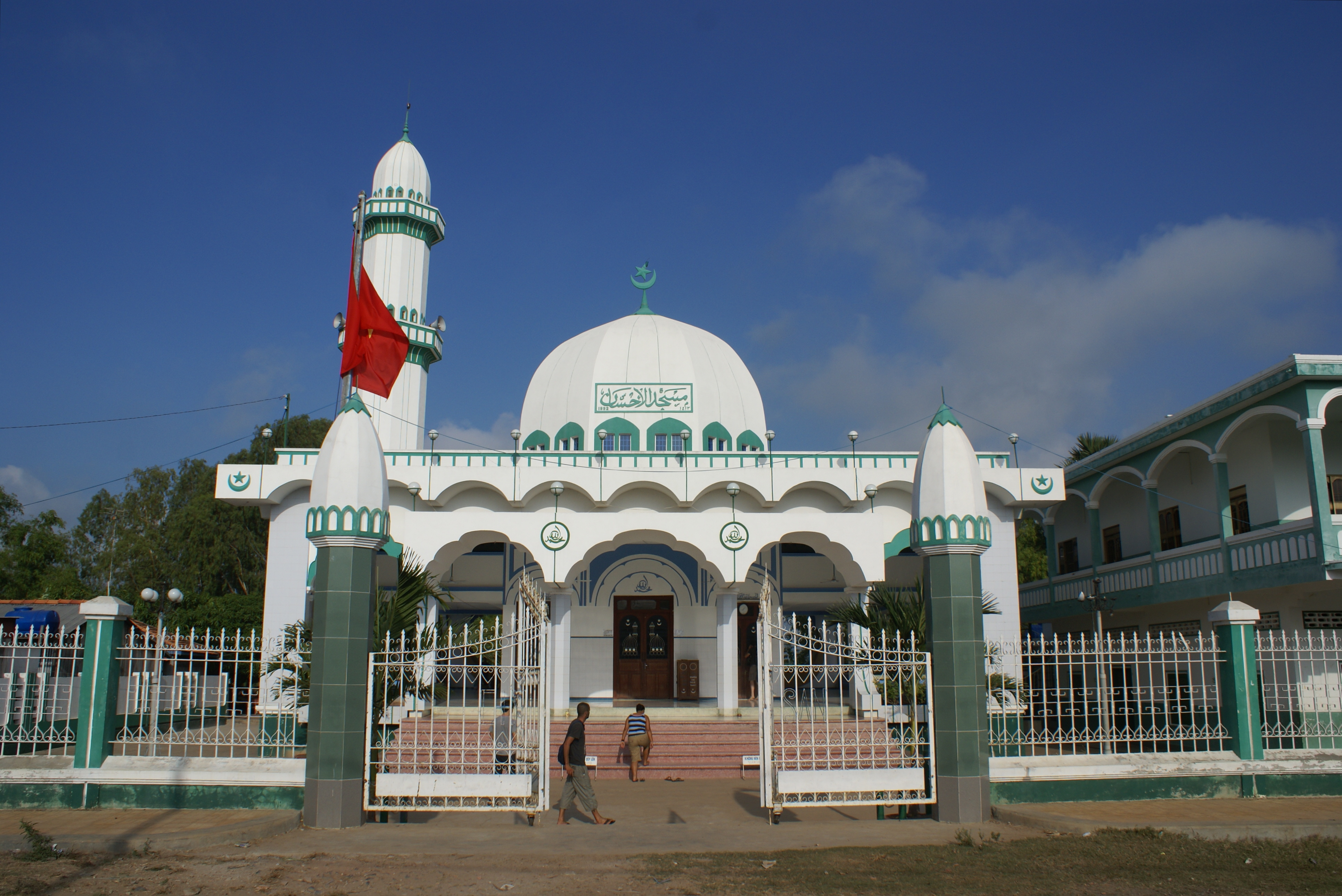
안장성의 모스크

힌두교처럼, 베트남 내 이슬람교 신봉은 주로 소수 집단인 참족과 관련이 있으며, 그럼에도 베트남 남서부 (메콩강 삼각주 내 참족 또는 참족 힌두교도로 알려진 혼혈 이슬람교 집단이 존재하기도 하다. 이슬람교는 당나라 시대 (618년-907년) 중국에 도래한 훨씬 이후 아랍 무역상들과의 교역을 통해 베트남에 도착하게 되었다고 추측된다. 신자들의 수는 믈라카 술탄국과의 접촉이 1471년 참파 왕국의 몰락의 여파로 커지면서 늘기 시작하였으나, 이슬람교는 1참족들 사이에서 17세기 중엽까지 널리 퍼지지는 못하였다. 19세기 중엽, 여러 참파 무슬림들이 캄보디아에서 이주하여, 메콩캉 삼각주에 정착하며 베트남 내 이슬람교의 존재를 키웠다.
베트남의 이슬람교도는 세계의 주류 이슬람교로부터 상대적으로 고립되어 있었으며, 종교 학교 부족과 합해진 이들의 고립은 베트남의 이슬람교 풍습이 혼합주의 특성을 띠게 하였다. 참족들이 현지화 된 이슬람교 신학을 따르기는 했으나, 스스로를 이슬람교도라고 생각하였다. 그렇지만 이들은 금요일만 기도를 드리고 라마단을 단 3일만을 치른다. 할례는 실제로 하지 않고 상징적으로만 하는데, 종교 지도자는 나무로 된 장난감 칼로 할례의 행위만 취하다.
베트남의 최대 모스크는 2006년 동나이성의 쑤언록현에 열었다. 이 모스크 건축은 부분적으로 사우디아라비아가 자금 지원을 해주었다.
2005년 인구 조사에서 베트남 내 이슬람교도는 1999년 당시 63,000명에서 증가한 66,000명으로 집계됐다. 신도 중 77% 이상이 동남부 지방에 거주했는데, 닌투언성에 34%, 빈투언성 24%, 호치민시에 9% 등이었다. 그 외 22%는 메콩강 삼각주 지역에 거주했으며 주로 안장성이었다. 베트남 내 참족들 대부분이 거주하는 닌투언성에서, 참 바니(Cham Bani, 참족 무슬림)는 22,000명에 육박한다. 닌투언성의 마을 22개 중에 7곳은 무슬림 마을이다.
베트남의 참족들은 베트남 내 토착인임에도 불구하고 베트남 정부로부터 소수 집단으로서만 인정되며 토착인으로서는 인정받지 못하고 있다. 참족의 힌두교도 및 이슬람교도 등은 베트남 정부로부터 종교적 그리고 민족적 박해 및 자신들의 신앙에 대한 제한을 겪고 있으며, 베트남 정부는 참족의 재산을 압류하고 참족들이 자신들의 신앙을 고수하는 것을 금지하고 있다. 힌두 사원들은 참족 힌두교도들의 바람과 반하게 관광지로 전환되었다. 2010년 그리고 2013년에, 타인 띤(Thành Tín) 그리고 프억 년(Phươc Nhơn)이라는 마을에서 참족들이 베트남인들에게 살해당하는 사고가 몇 차례 발생하기도 했다. 2012년에는, 쩌우 장(Châu Giang)이라는 마을의 베트남인 경찰 참의 모스크를 기습하여, 발전기를 훔치고 참족 여성들을 강간하기도 했다. 메콩강 삼각주의 참족 이슬람교도들은 베트남 경찰들에 의하여 또한 경제적으로도 취약해지고 빈곤층으로 빠지게 되었는데, 베트남계 킨족들이 정부의 지원을 받아 다수의 참족 땅에 정착하였으며, 참족들의 종교 풍습은 베트남 정부로부터 박멸의 대상이 되고 있다.
남중국해 지역의 분쟁에 있어 참파의 영향력은 베트남인들이 1832년 전쟁에서 힌두 및 무슬림 참족들을 정복하고 그 뒤에 남겨진 참족의 문화와 유산들에 대한 증거를 파괴를 이어가고, 참족의 사원들을 약탈하거나 그 위로 건물이나 농장을 만들고, 참족들의 종교 풍습을 금지시키고, 1832년 침공 당시 파괴된 참족의 수도에 대한 언급을 역사서와 관광객들의 가이드북에서 누락시키는 등 2001년과 2004년의 참파족 봉기에서 보았듯이 베트남의 소수 민족 집단들에 대한 인권 박해 및 살인의 관심을 불러 일으켰으며, 참족의 자치에 대한 문제를 분쟁으로 이끌었다. 베트남인들과 비교되는 참족들의 상황은 수도와 전기 부족을 겪고 진흙으로 된 집에서 사는 등 수준 이하이다.

## 유대교
베트남을 방문한 최초의 유대인들은 19세기 후반 프랑스의 베트남 식민화가 이뤄지고 도착했을 것이다. 1860년대 및 1870년대의 'Jewish Chronicle'을 통해 사이공의 유대인 취락에 대한 소수의 언급들이 존재한다.
1939년,프랑스령 인도차이나의 하이퐁, 하노이, 사이공, 투란 등지의 유대인 공동체들의 추산 인구 총합은 대략 1,000명 정도이었다. 1940년에 반유대주의 성향을 띠 프랑스 비시 정부의 유대인 지위법이 프랑스령 인도차이나(베트남)에 시행되어, 유대인들에 대한 커진 제한 사항 및 폭넓은 차별로 이어졌다. 반유대주의 법령들은 1945년 1월에 무효화되었다.
1954년 프랑스의 인도차이나 철수 이전, 인도차이나 (베트남, 라오스, 캄보디아로 구성) 내 유대인 인구 1,500명이라고 하며 대부분이 프랑스인들과 함께 철수했다고 전해진다 1971년, 대략 12명의 프랑스계 유대인들이 월남에 남아 있었다고 하며 모두 사이공에 있었다고 한다. 2005년, 미국 국무부의 '전세계 종교의 자유 보고서'에서는 이 보고서가 다루던 시기에는 반유대주의적 사건들이 없었다고 하였다. 베트남의 소규모 유대인들은 거의 전체가 국외거주자들로 이뤄져 있고 하노이와 호치민시를 기반으로 하고 있다.

## 바하이교
1950년대에 자리 잡은, 베트남의 바하이교 공동체는 남부를 중심으로 하여, 한때 신자가 200,000명에 이르렀다고 주장한다. 신자의 수는 베트남 전쟁 이후 바하이교의 숭배가 금지됨에 따라 줄어들었다. 협의 끝에, 바하이교는 2007년에 공식 등록되었고, 다시 한번 종교 공동체로서 완전한 승인을 받았다 2009년에 바하이교 공동체가 대략 7,000명의 신자와 73개 지회가 있다고 보고되었으며 2022년경에는, 베트남 내 추산 상 3,000명의 신자가 있다고 하였다.

## 종교의 자유
베트남 사회주의 공화국의 헌법은 공식적으로는 종교의 자유를 허용하고 있으나, , 많은 종교 집단들의 조직적인 행동들에 대한 정부의 제한들은 존재한다. 베트남 정부는 공인된 종교들을 감시하는 주요한 역할을 유지하고 있다. 종교 집단들은 종교에 관한 법률이나 공산당의 권위에 대한 도전으로 베트남 정부가 받아들일 경우에 대단한 규모의 규제에 직면하게 된다. 2007년, 베트남 뉴스 (Viet Nam News)는 베트남은 국가로부터 공인을 받은 종교 여섯 개 (불교, 천주교, 개신교, 이슬람교, 까오다이교, 호아하오교)가 있으며, 베트남의 바하이교 공동체가 베트남 정부의 종교 위원회로부터 '운영 인가'를 받았다고 보도하였다. 2007년에, 베트남의 종교 위원회는 기존의 여섯 종교 외에 새로운 세 개 종교 및 한 개 종파에 대한 운영 인가를 부여했다고 보고되었다. 모든 베트남 시민들은 법의 침해를 받지 않고 종교 또는 신앙 생활이 없거나, 하나 또는 그 이상을 따를 자유가 있고, 종교에 관계에 없이 동등하게 다뤄져야 하며, 종교의 자유에 대한 박해로부터 보호를 받아야 하고 명시되어 있으며, 법을 위반하기 위해 종교를 사용하는 것이 금지되어 있다.
사실, 베트남의 종교 행위에 대해서는 어느 정도의 제한 사항들이 존재한다. 외국의 선교사들은 전도나 종교 활동을 하는 것이 법률적으로 허용되지 않는다. 앞서 언급된 8개 종교 말고 다른 종교들은 허용되지 않고 있다. 전도사들과 종교 단체들은 베트남 정부에 반대되는 이념을 전파하기 위해 종교를 사용하는 것이 금지되어 있다. 미국과 다른 나라들로 망명한 많은 베트남인 전도사들은 정당한 이유가 없이 공산당 정부로부터 탄압받았다고 하지만, 베트남에서 작동 중인 법률을 견디고 있는 선교사들과 종교 단체들은 베트남 정부로부터 도움과 예우를 받고 있다.
베트남 정부는 미국, 바티칸, 그리고 공산당 정부에 반대하는 해외의 베트남인들로부터 종교의 박해에 대해 비판을 받고 있다. 하지만, 종교의 자유에 대한 최근의 개선으로 인해, 미국은 더 이상 베트남을 종교 자유 특별 우려 국가로 보고 있지 않다. 바티칸 역시도 베트남의 가톨릭교도들에 대해 베트남과 신중한 협상을 하고 있으며, 장차 베트남에 대사를 보낼 것이라는 합의 사항에 이를 수 있었다.
국제적 이미지를 개선하고 종교의 자유에 대한 제재를 완화하고자 하는 베트남 정부의 일부 상당한 시도들에도 불구하고, 반체제 종교 지도자들의 박해는 최근 몇 년 동안 멈추지 않고 있다. 베트남의 메노파 교회 사무총장이자 종교의 자유 지지자인 응우옌 홍 꽝이 2004년에 체포되었고, 그의 자택은 불에 타 무너졌다. 몽타냐르 기독교인들과 이들의 가정 교회는 국가의 통제와 박해로부터 피해가 계속되고 있다. 2007년 3월, 공인된 베트남의 복음 교회의 하노이 집회 주요 인사인 Nguyen Van Dai가 이른바 종교의 자유에 대한 '위반'을 퍼트린다고 하는내용을 포함하여 종교의 자유 옹호와 관련된 혐의로 체포되었다. 하지만 이 시기에, 이들의 시위의 원인이 빈곤과 같은 개인적인 사정 때문이었는지, 아니면 정부가 정말로 종교의 자유를 억압하고 있었는지는 대해서는 알려지지 않았는데, 억압 문제에 있어서는 베트남 내 활동이 허용된 종교 기관의 다양성과 그 수 때문에 가능성은 거의 없다.
2023년에, 베트남은 종교의 자유에 있어 4점 만점 중 1점을 기록했다. 같은 해 베트남은 기독교인들에게 살기 어려운 전 세계 장소 25위에 올랐다.

## 같이 보기
- 베트남의 종교의 자유
- 베트남 철학
- 베트남의 도교
- 베트남의 민속 신앙
- 베트남의 바하이교
- 베트남의 불교
- 베트남의 힌두교
- 베트남의 이슬람교
- 베트남의 유대교
- 까오다이교
- 호아하오교
- 베트남의 기독교
  - 베트남의 로마 가톨릭
  - 베트남의 동방 정교회
  - 베트남의 개신교
- 분류:베트남의 유학자

## 참조
1. ↑  "적절한 장례 및 제사가 치러지면, 죽은 자는 자신의 영역에서 행복하게 있을 것이고 자손들을 위해 자애로운 영혼의 행동을 보일 것이다. 그렇지만 홀로 그리고 방치된 채 죽은 이들, 어떠한 제사도 받지 못지 못한 자들은 죽은 자를 방해하고 살아있는
 자들을 잡아먹는다." Hue-Tam Ho Tai (2008년 8월 20일). “Religion in Vietnam: A World of Gods and Spirits”. 《Asia Society》. 1쪽. 2010년 6월 11일에 확인함.
2. ↑  "It is generally agreed that Dong Son drums were used for ceremonial purposes (e.g. Higham 1996: 133), and it could be argued that they were produced within a particular religious context, so we might talk about Dong Son religion, in the sense we talk about the Buddhist religion, as a cultural production but one which we know little about specifically." Bowdler, Sandra (2006).  Bacus, Elisabeth A.; Glover, Ian; Pigott, Vincent C., 편집. “The Hoabinhian: Early Evidence for SE Asian Trade Networks?”. 《Uncovering Southeast Asia's Past: Selected Papers from the 10th International Conference of the European Association of Southeast Asian Archaeologists》 (National University of Singapore): 357.

## 참고 문헌
- Modernity and Re-Enchantment: Religion in Post-Revolutionary Vietnam, edited by Philip Taylor, ISEAS, Singapore, 2007. ISBN 978-981-230-438-4; Lexington Books, Maryland, 2008, ISBN 978-0-7391-2739-1.
- Hoskins, Janet Alison. "What Are Vietnam's Indigenous Religions?". Center for Southeast Asian Studies Kyoto University.
- Kiernan, Ben (2019). 《Việt Nam: A History from Earliest Time to the Present》. Oxford University Press.
- Tran, Anh Q. (2017). 《Gods, Heroes, and Ancestors: An Interreligious Encounter in Eighteenth-Century Vietnam》. Oxford University Press. doi:10.1093/oso/9780190677602.001.0001. ISBN 9780190677602.
- Dror, Olga, 편집. (2002). 《Opusculum de Sectis apud Sinenses et Tunkinenses: A Small Treatise on the Sects among the Chinese and Tonkinese》. Cornell University Press. ISBN 9780877277323.

Journal articles
- Trần, Claire Thị Liên (2013). “Communist State and Religious Policy in Vietnam: A Historical Perspective”. 《Hague Journal on the Rule of Law》 5 (2): 229–252. doi:10.1017/S1876404512001133. S2CID 154978637.
- Nguyen, Phi-Vân (2018). “A Secular State for a Religious Nation: The Republic of Vietnam and Religious Nationalism, 1946–1963”. 《The Journal of Asian Studies》 77 (3): 741–771. doi:10.1017/S0021911818000505. hdl:1993/34017.
- Roszko, Edyta (2021). “Controlled Religious Plurality: Possibilities for Covenantal Pluralism in Vietnam”. 《The Review of Faith & International Affairs》 19 (3): 89–103. doi:10.1080/15570274.2021.1954421.
- Mai, Cuong T. (2021). “The Karma of Love: Buddhist Karmic Discourses in Confucian and Daoist Voices in Vietnamese Tales of the Marvelous and Uncanny”. 《Journal of Vietnamese Studies》 16 (3): 1–76. doi:10.1525/vs.2021.16.3.1. S2CID 239664431.
  - "A Really Great Article on (Premodern) Vietnamese Religion" 보관됨 2023-12-12 - 웨이백 머신. Review by Liam Kelley.